# Стайлз, Уильям
Уи́льям Ке́нсетт Стайлз (англ. William Kensett Styles; 11 октября 1874, Лондон — 8 апреля 1940, Сифорд) — британский стрелок, чемпион и призёр летних Олимпийских игр.
Стайлз принял участие в летних Олимпийских играх в Лондоне в двух дисциплинах по индивидуальной стрельбе из малокалиберной винтовки. Он стал чемпионом в стрельбе по исчезающей мишени и 9-м в стрельбе по подвижной мишени.
На летних Олимпийских играх 1912 в Стокгольме Стайлз снова участвовал в соревнованиях по стрельбе из этого оружия. Он стал 13-м в стрельбе по исчезающей мишени и 27-м, стреляя по статичной мишени из любой позиции. Также он стал серебряным призёров в командной стрельбе по исчезающей мишени.
Стайлз был зятем другого олимпийского чемпиона по стрельбе Уильяма Пимма.